# Heavier Than Heaven: A Biography of Kurt Cobain
Heavier Than Heaven: A Biography of Kurt Cobain är en biografi över grungebandet Nirvanas sångare Kurt Cobains liv, karriär och död, skriven av författaren Charles R. Cross och utgiven 2001. Cross ville skriva den definitiva biografin om Cobain och under fyra år genomförde han över 400 intervjuer och han fick dessutom, av Cobains änka Courtney Love, tillgång till Cobains privata anteckningar, texter och fotografier. Värt att notera är att varken Nirvanas trumslagare Dave Grohl eller Cobains mor medverkade i boken. Titeln på boken kommer från en turné Nirvana gjorde med Tad i Storbritannien. Sångaren i Tad (Tad Doyle) var kraftigt överviktig och marknadsförarna av turnén kom på namnet "Heavier Than Heaven" för att skämtsamt antyda att Doyle ensam vägde mer än vad medlemmarna i Nirvana gjorde tillsammans. "Heavy" syftar även på Nirvanas "tunga" rocksound.
Cross blev kritiserad för att ha skrivit ned sin redogörelse över Cobains sista dagar i livet; Cross försvarade sig med att han i vissa fall kände sig tvungen att ta med information från andrahandskällor för att kunna skriva en så komplett biografi som möjligt.